# Арользен (дворец)
Арользен (нем. Residenzschloss Arolsen) — барочный замок в городе Бад-Арользен в районе Вальдек-Франкенберг в земле Гессен, Германия. Комплекс построен в виде большого П-образного здания, которое окружено английским садом. Центральным элементом ландшафтно-архитектурного дизайна стала обширная окружная дорога. Замок был одной из главных резиденций графов и князей Вальдек-Пирмонта из Вальдекского дома. Потомки этого рода проживают во дворце и по сей день.

## История

### До строительства дворца
В 1131 году селение Арользен (иногда в те времена именуемая ещё «Арольдессен») впервые упоминается в связи с основанием августинского женского монастыря Арольдессен. Впоследствии монастырские владения были секуляризованы. Современный дворец построен на месте бывшего монастыря. 
С 1526 по 1530 год эти земли принадлежали графу Филиппу III фон Вальдек-Айзенберг, который и осуществил секуляризацию. Позднее на месте монастырских строений был возведён замок. В 1710 году перед возведением дворцового комплекса все замковые постройки и остатки монастырских зданий были снесены.

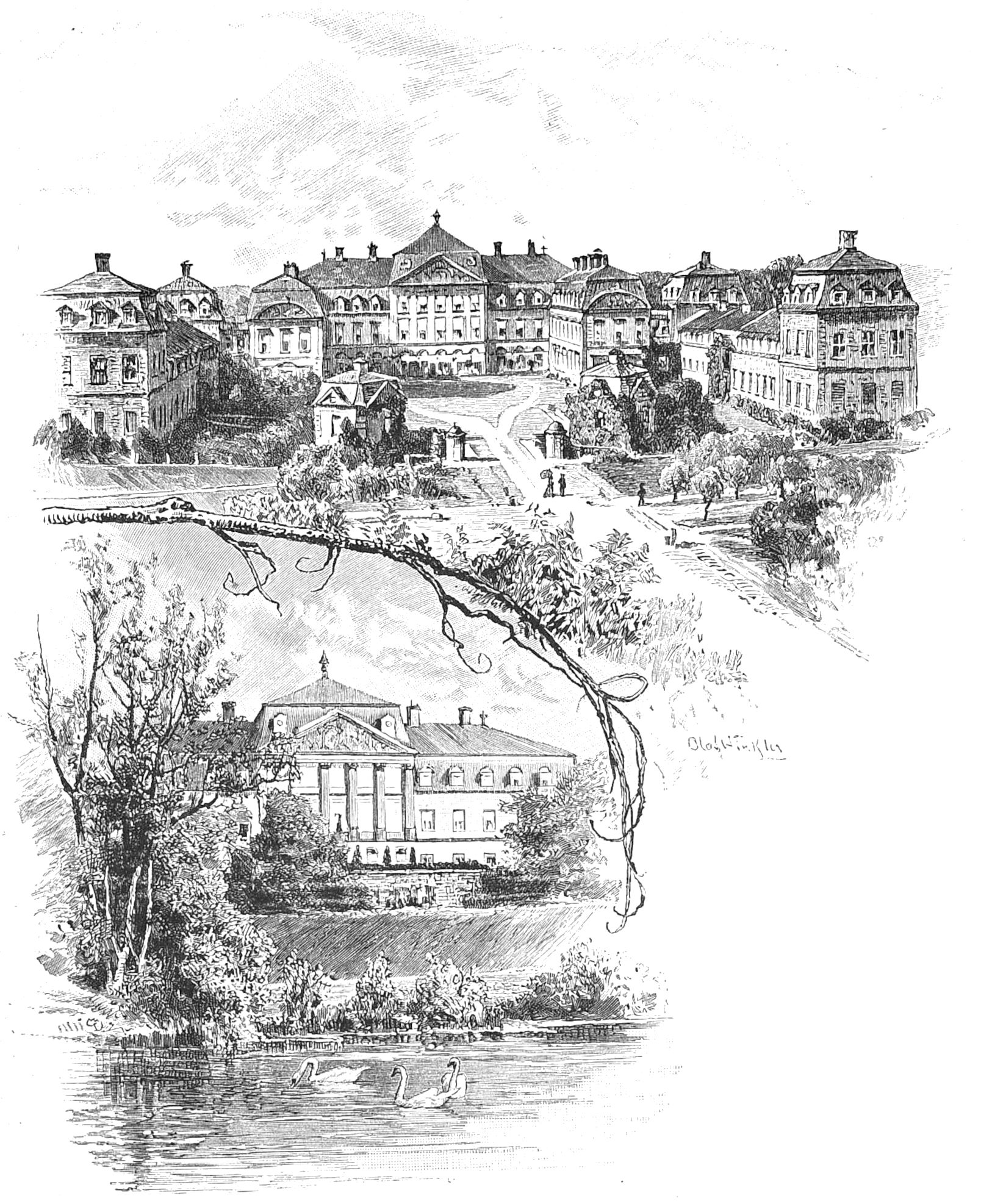
Дворец на рисунке 1894 года

### Строительство дворца
Инициатором возведения комплекса стал амбициозный граф Фридрих Антон Ульрих фон Вальдек-Пирмонт. В 1710 году он вознамерился построить резиденцию, не уступающую по своей роскоши Версалю. Первый проект дворцового комплекса составил архитектор Герману Корб. Позднее эту работу продолжил архитектор Юлиус Людвиг Ротвайль. 
В 1711 году графу был дарован титул потомственного князя. Вдохновленный этой переменой, граф потребовал внести серьёзные дополнения в проект, чтобы сделать дворец более подобающим новому статусу. Работы над комплексом Арользен затянулись почти на десять лет — на период с 1713 по 1722 год. В 1719 году было завершено внешнее строительство с двумя фронтонами со стороны двора. В 1720 году закончилось оформление здания со стороны сада. 13 сентября 1720 года Фридрих Антон Ульрих и его жена Луиза Цвайбрюккен-Биркенфельдская переехали в новую резиденцию. Но окончание строительных работ произошло лишь в 1725 году. К этому же году доделали внешние дворовые флигели, ограды и сторожки.
Отделка внутренних помещений затянулась ещё на несколько лет и завершилась в 1728 году. При этом декорирование интерьеров, изготовление мебели и закупка картин для оформления стен заняли ещё несколько десятилетий. Этим занимались в том числе уже потомки князя Фридриха Антона Ульриха.
В 1728 году новым князем стал Карл Вальдек-Пирмонтский. Он озаботился тем, чтобы огромный комплекс выполнял ещё и другие функции, кроме респектабельной жилой резиденции. В частности, в западном крыле разместился монетный двор. 
В 1740 году залы западного крыла были обставлены в стиле барокко. Но после 1746 года приёмная принцессы была оформлена и меблирована в более современном стиле рококо. В 1751 году произошла реконструкция музыкального зала. В последующие десятилетия неоднократно производились работы по расширению дворца. В том числе с 1749 по 1758 год были перестроены княжеские конюшни, а с 1755 по 1761 год возвели здание, где проходили заседания правительства. С 1763 по 1778 год по соседству был достроен Новый замок, который стал резиденцией вдовствующей княгини. 
В период с 1809 по 1811 год придворный архитектор Теодор Эшер перестроил «Большой зал» главного дворца.

### Библиотека
В 1840 году во дворце была основана княжеская библиотека (Fürstlich Waldecksche Hofbibliothek). Она стала одним из крупнейших собраний книг своего времени. В настоящее время здесь можно найти литературу почти по всем областям знаний, которые относятся к XVIII веку. Главное внимание уделялось естественным и гуманитарным наукам: географии, истории, художественной литературе и военному искусству. В основу коллекции легли 400 трудов, рукописей и гравюр, которые передали Вальдекскому дому ещё в 1576 году монахини упразднённого августинского монастыря. В настоящее время библиотека насчитывает 35 тысяч томов, которые размещены в пяти залах. Также в коллекции имеется 300 карт, 500 больших гравюр и несколько тысяч небольших старинных рисунков.

### Последствия возведения дворца
Строительство дворца стало тяжким бременем для государственной казны сравнительно небольшого княжества Вальдек. После основания Германского союза долги оказались столь велики, что властям Вальдека не удалось собрать взносы для нужд федерального правительства. Всё это упростило принудительное включение указом ландтага княжества в состав Пруссии в 1867 году. В результате Вальдек практически утратил политическую независимость.
Последний владетельный князь, Фридрих Вальдек-Пирмонтский, был свергнут 13 ноября 1918 года. Прибывшие из Касселя отряды рабочих и солдат выдвинули ультиматум и правитель не смог оказать серьёзного сопротивления. Переговоры о разделе собственности и выделении резиденции для проживания княжеской семьи продолжались до 1929 года. В итоге была создана особая организация — Waldeckische Domanialverwaltung. Эта структура, принадлежащая властям района Вальдек-Франкенберг, стала собственником большей части лесов и княжеских замков. Взамен семья Вальдек-Пирмонт получила право проживать в замке Арользен (на основании закона, называемого в немецкой системе права «Узуфрукт»). При этом хозяйственные постройки и часть сельскохозяйственных угодий были переданы под контроль специального управления. 
Позднее был создан некоммерческий семейный фонд Княжеского дома Вальдек-Пирмонт. Главной целью было поддержание в безупречном состоянии всех построек и помещений дворца, а также библиотеки и коллекций произведений искусства.

## Знаменитые уроженцы дворца
- Каролина Луиза Вальдек-Пирмонтская — будущая супруга последнего герцога Курляндии Петра Бирона родилась во дворце в 1740 года.
- Эмма Вальдек-Пирмонтская — будущая королева Нидерландов родилась во дворце в 1858 году. Здесь же, в дворцовой часовне, 7 января 1879 года состоялась церемония венчания принцессы Эммы и короля Виллема III.

## Современное использование
В 2009 году были завершены восстановительные и реставрационные работы, которые начались ещё в 1987 году. В настоящее время во дворце находится музей. Посетителям предлагаются экскурсии по парадным залам и салонам. Часть помещений отведена под экспозицию военной истории Вальдека. Кроме того во дворце проходят сменные выставки. В летние месяцы здесь в замке проходит музыкальный фестиваль барочной музыки и проводятся концерты.
За отдельную плату в специальном зале можно провести церемонию бракосочетания. А в западном крыле работает библиотека имени Адольфа Брема, которая по прежнему имеет важное значение для немецкоязычной культуры. 
Во дворце до сих пор проживают потомки княжеской семьи.

## Дворцовый парк
Прежний парк во французском стиле сохранился лишь частично. Фрагментами чисто французской садовой архитектуры можно считать небольшие участки с круглыми кустарниками самшита. Ещё в XVIII веке в парке создали английский сад с прудом. Среди главных особенностей сада — старинная аллея, которая сохранилась почти полностью.
В 1992 году известный художник Джефф Кунс продемонстрировал в парке свою работу «Щенок». Это двенадцатиметровая композиция состояла из 17 тысяч цветов.

## Галерея

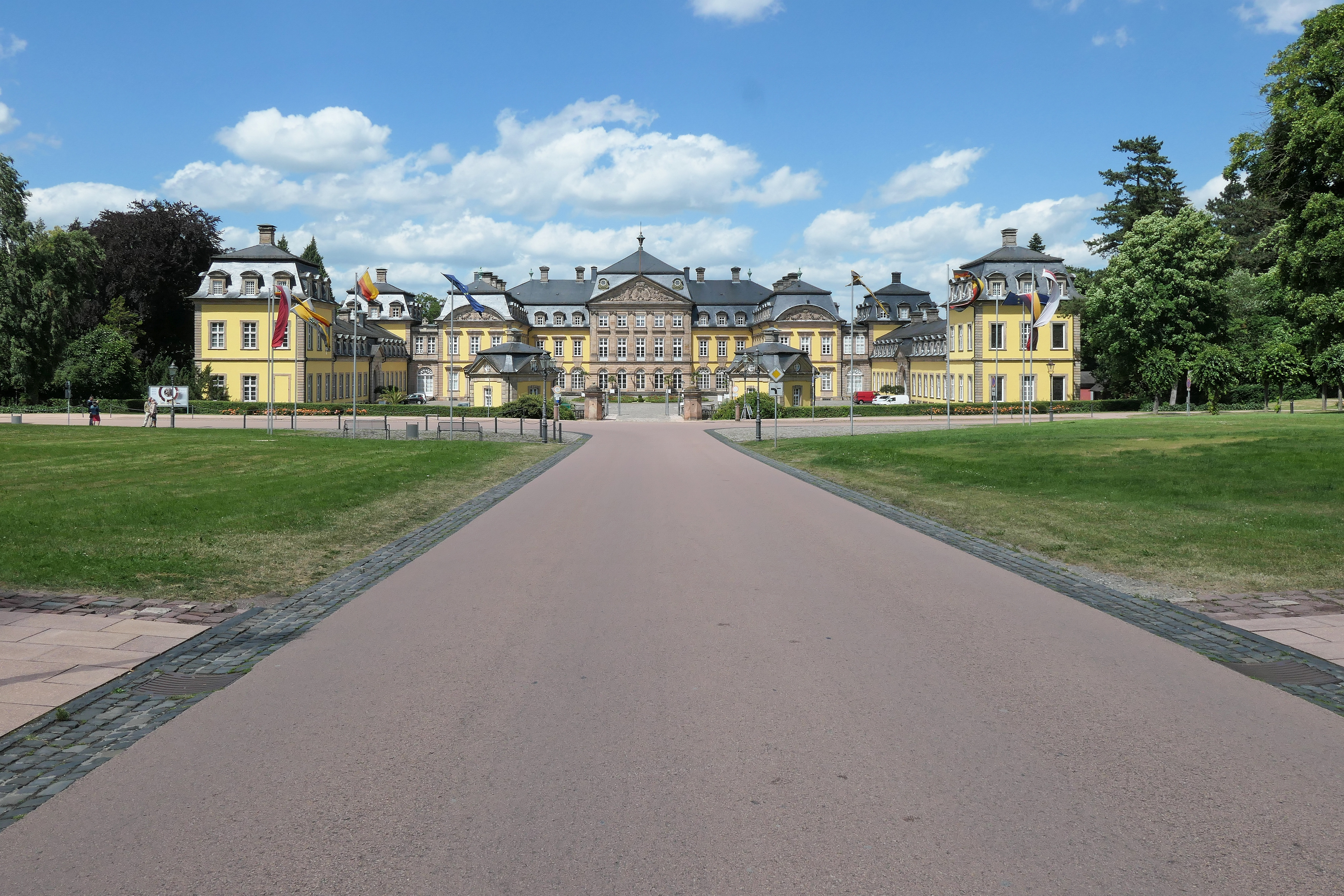
Общий вид
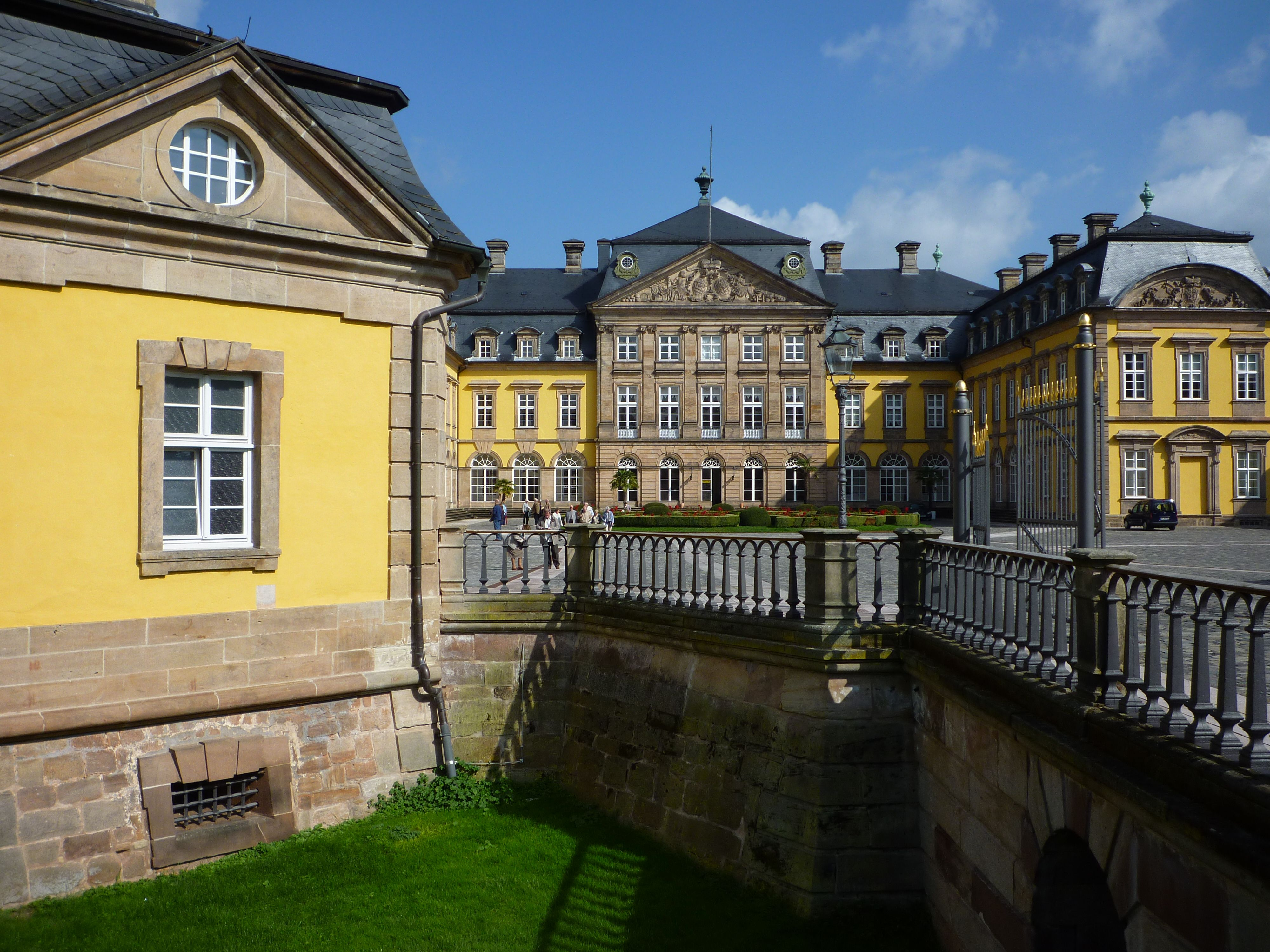
Внутренний двор
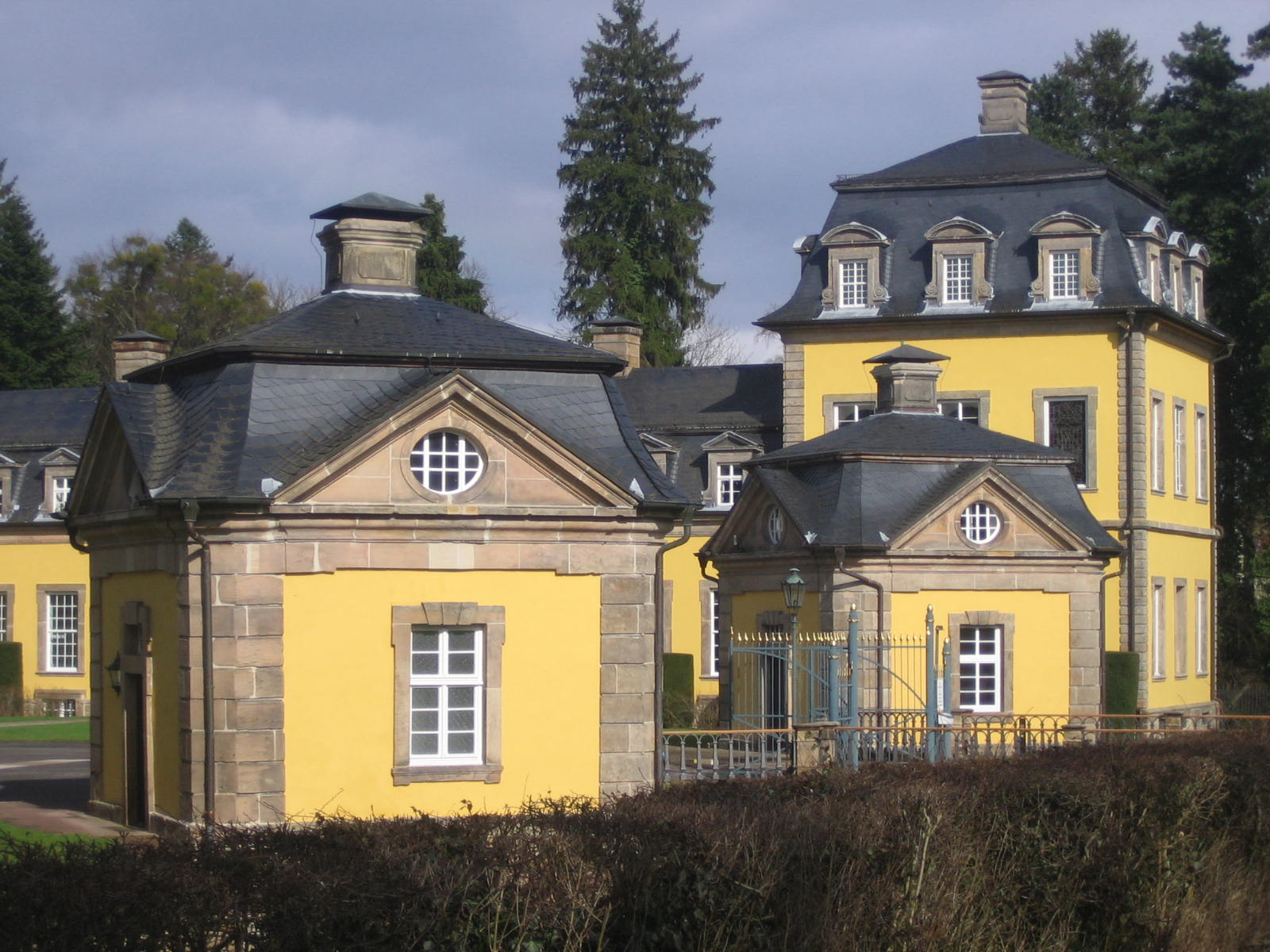
Сторожка
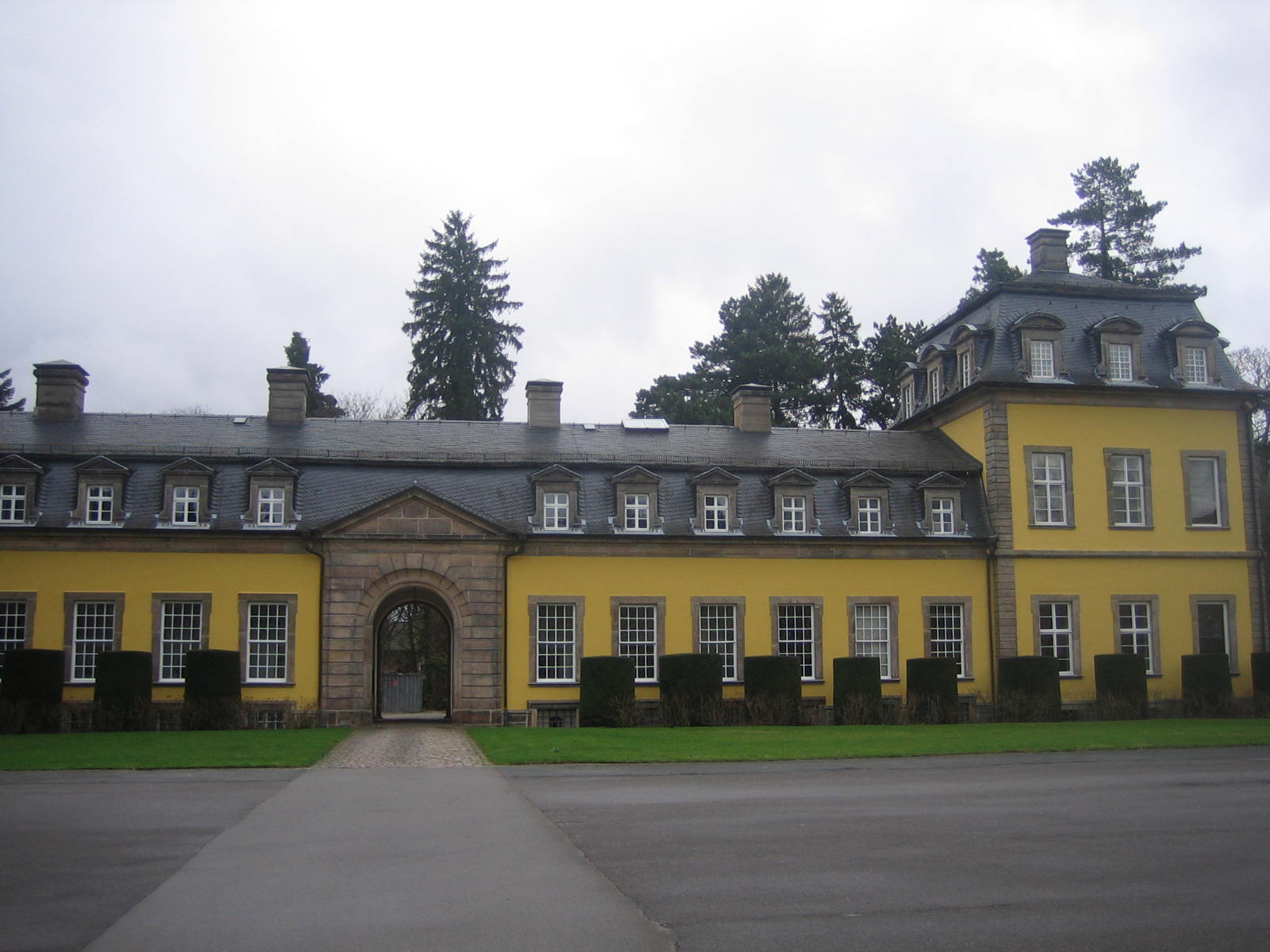
Один из флигелей